# Palpelius nemoralis
Palpelius nemoralis là một loài nhện trong họ Salticidae.
Loài này thuộc chi Palpelius. Palpelius nemoralis được Elizabeth Maria Gifford Peckham & George William Peckham miêu tả năm 1907.